# Metaraminol
Metaraminol (INN; tên thương mại Aramine, Metaramin và Pressonex), còn được gọi là metaradrine, một chất đồng phân lập thể của meta -hydroxynorephedrine (3,-dihydroxyamphetamine), là một thuốc giảm đau giao cảm đặc biệt được sử dụng trong điều trị hạ huyết áp biến chứng của gây mê. Nó là một chất chủ vận thụ thể α 1 -adrenergic với một số tác dụng.
Metaraminol cũng được sử dụng trong điều trị chứng cương đau. Mặc dù không được chấp thuận cho sử dụng này, nó có vẻ hiệu quả.